# Giandomenico Belotti
Giandomenico Belotti (Bergamo, 1922 – Bergamo, 2004) è stato un designer e architetto italiano.

## Biografia

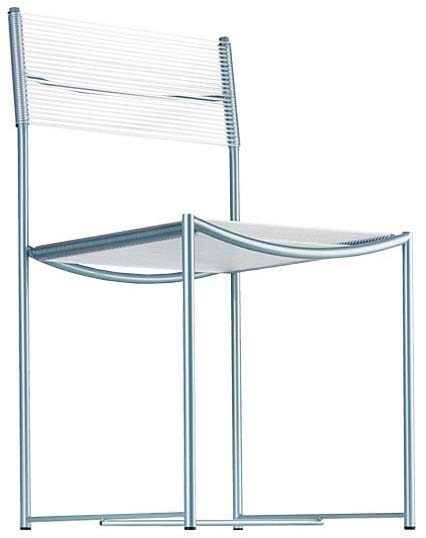
Spaghetti chair

Giandomenico Belotti nasce a Bergamo il primo dicembre 1922. Dopo gli studi presso l'Istituto superiori di industrie artistiche - Isia di Monza e il liceo artistico di Brera, nel 1941 si iscrive alla Facoltà di Architettura del Politecnico di Milano, seguendo un percorso formativo che si protrae per lungo tempo e durante il quale Belotti alterna numerose esperienze lavorative. Una delle sue opere più importanti è la Spaghetti chair (1980), la famosa sedia in acciaio e PVC che è entrata anche nelle collezioni permanenti del MoMa di New York e del Triennale Design Museum di Milano. Belotti, dopo aver passato l'infanzia a Bergamo va a Venezia dove si laurea presso lo IUAV e inizia a dedicare la propria vita al restauro, l'arredo urbano e al design industriale. Collabora con vari enti privati nazionali per la realizzazione di abitazioni, complessi industriali e allestimenti di mostre e musei. Collabora oltre che con Alias SpA (produttrice della Spaghetti Chair, originariamente chiamata Odessa) anche con altre aziende italiane di arredamento: Ascom, Foppapedretti, Lucente e Artnet. Diventa direttore del Laboratorio di Urbanistica, Architettura e Disegno Industriale della SCP (Società Cooperativa di Progettazione), carica durante la quale si impegna in costruzioni di opere in  paesi in via di sviluppo come Argentina, Burkina Faso, Capo Verde, Costa Rica, Mozambico e Tunisia.

## Collaborazioni
Oltre alle varie collaborazioni con alcune fra le aziende più importanti del disegno industriale e dell'arredamento citate poco sopra, Belotti collabora anche con alcuni artisti o professionisti fra i quali lo scultore Marino Marini incontrato a Monza nel 1939 o gl'architetti Giulio Minoletti, Guglielmo Ulrich e Gaetano Scolari conosciuti a Milano con i quali collabora fino al 1950.